# 천상열차분야지도 (부산광역시립박물관 소장)
천상열차분야지도(天象列次分野之圖)는 부산광역시립박물관에 있는 조선시대 1687년(숙종 13)에 하늘의 별자리를 종이에 필사한 천문도이다. 2007년 9월 7일 부산광역시의 유형문화재 제78호로 지정되었다.

## 개요
이 작품은 1687년(숙종 13)에 석각(石刻)으로 제작된 천상열차분야지도(보물 제837호)를 기본으로 하여 하늘의 별자리를 종이에 필사한 천문도로, 하늘의 모양(별자리)을 차례대로 나눈 그림이란 뜻이다. 화면 제일 위 상단에는 구획하여 향우측에서 향좌측으로 행서체로 ‘天象列次分野地圖’라 썼으며, 그 아래로 천문도와 명문이 기록되어 있다.
이 천문도의 정확한 제작 경위는 알 수 없으나, 천문역법을 익히기 위해 음양과(陰陽科) 출신의 집안에서 교재용으로 만들었을 가능성과 관상감(觀象監, 조선시대 천문역법을 관장하던 기관) 내부에서 포폄고과(褒貶考課)를 위해 잘 알아볼 수 있게 만들었을 개연성도 있다.
여러 겹의 장지로 겹쳐 제작하여 견고하며, 구성과 내용도 빠진 부분이 없이 상세하여 민간인을 위한 천문도와는 차이를 보인다.
이 천문도는 숙종복각본(보물 제837호)을 기본으로 하여 조선후기인 대체로 17세기 말에서 18세기 초에 제작된 것으로 여겨지는 필사본으로, 지금까지 알려져 온 여타의 천상열차분야지도 가운데 가장 세밀하고 별자리의 크기와 색깔의 차이로 식별이 쉽게 된 것이다.
1742년에 제작된 신법천문도(新法天文圖)가 보물 제848호로 지정되었음을 볼 때 이 천문도가 비록 구본(舊本)을 베낀 것이기는 하지만, 보존상태, 내용, 과학 문화재의 희소성을 감안할 때 사료적 가치가 높은 문화재이다.

## 같이 보기
- 천상열차분야지도 (보물 제837호)

## 참고 자료
- 천상열차분야지도 - 국가유산청 국가유산포털